# سروایور
سروایوِر (انگلیسی: Survivor) گروه موسیقی راک آمریکایی است که سال ۱۹۷۸ به رهبری جیم پتریک در شیکاگو شکل گرفت. این گروه بیشتر با ترانهٔ مشهور «چشم ببر» شناخته می‌شود که تم موسیقی فیلم راکی ۳ بود و به مدت شش هفته در صدرنشین چارت آمریکا قرار گرفت.